# Mahaffey-Gletscher
Der Mahaffey-Gletscher ist ein Gletscher im Osten der Thurston-Insel vor der Eights-Küste des westantarktischen Ellsworthlands. Er fließt dort zum Kopfende des Morgan Inlet.
Das Advisory Committee on Antarctic Names benannte ihn im Jahr 2003 nach J. S. Mahaffey, der im Rahmen der von der United States Navy durchgeführten Operation Highjump (1946–1947) an der Erstellung von Luftaufnahmen von der Thurston-Insel und der benachbarten Festlandküste beteiligt war.